# Парке Палермо
Стадион «Парке Пале́рмо» (исп. Estadio Parque Palermo) — футбольный стадион в городе Монтевидео, расположен в районе Парке-Батлье. Домашний стадион клуба «Сентраль Эспаньол». Клуб является собственником этого стадиона.

## История
Стадион «Парке Палермо» был открыт 31 октября 1937 года. Решение о строительстве новой арены футбольный клуб «Сентраль» принял в 1931 году. Руководство «Сентраля» решило переехать на новое место из-за многочисленных жалоб своих членов, поскольку добираться до места игр на предыдущую площадку, находившуюся на Проспекте (Авениде) Восьмого октября, было очень долго.
Севернее, почти вплотную к «Парке Палермо», расположен стадион «Мирамар Мисьонеса» «Стадион Луиса Мендеса Пианы», далее, в 300 метрах на север, находится главный стадион Уругвая «Сентенарио». К северо-западу от «Парке Палермо» работает Уругвайский спортивно-стрелковый клуб. Западнее находится Муниципальный велодром Монтевидео. К югу стадион примыкает к проспекту доктора Америко Рикальдони.
«Парке Палермо» вмещает порядка 6,5 тысяч зрителей. Из них 3,5 тысячи предназначены для болельщиков хозяев, и три тысячи — для гостей и нейтральных зрителей.
В ноябре 2013 года руководство клуба «Сентраль Эспаньол» предложило проект модернизации стадиона. Архитектор Марсело Вентурино предложил переделать все стены и трибуны в современном дизайне, однако практически полностью сохранить их расположение и размеры.
В апреле 2017 года Генеральный секретарь муниципалитета Монтевидео Фернандо Нопич высказал предложение о сносе двух стадионов в Парке-Батлье — «Парке Палермо» и «Парке Мендес Пьяна», объединив эту территорию под строительство единого стадиона большей вместительности. Однако в практическом плане это предложение поддержано не было.